# Paw Paw (Wirginia Zachodnia)
Paw Paw – miasto w Stanach Zjednoczonych, w stanie Wirginia Zachodnia, w hrabstwie Morgan.